# Beeldenpark Jits Bakker
Beeldenpark Jits Bakker is een museumbeeldenpark op het landgoed Beerschoten in De Bilt met een permanente verzameling monumentale beelden, bestaande uit eenendertig beelden in brons, marmer en graniet van de internationaal bekende Nederlandse kunstenaar Jits Bakker.
Het museumpark op het landgoed Beerschoten is gelegen in de Stichtse Lustwarande, een uitgestrekt wandelgebied ten oosten van Utrecht. Het beeldenpark werd in 1997 achter het Paviljoen Beerschoten van Het Utrechts Landschap ingericht. Sinds 1999 was Museum Jits' Beelden op Beerschoten een feit. Op 13 maart 2009 werd het museum/beeldenpark eigendom van de provincie Utrecht. 

## Fotogalerij

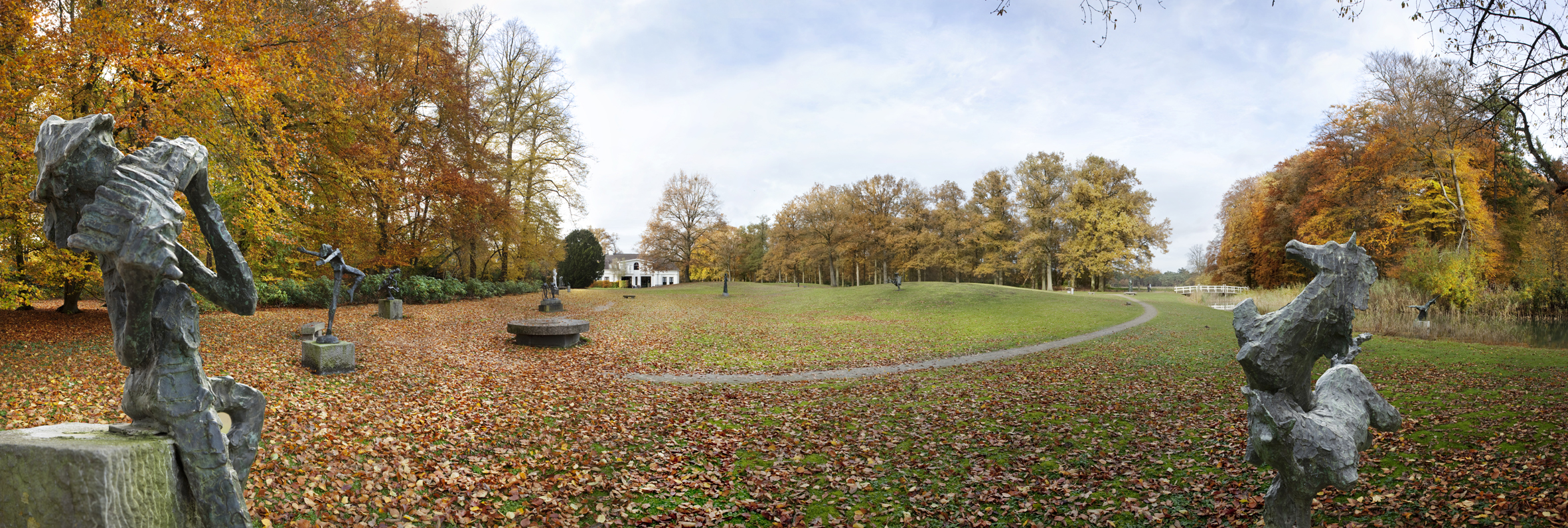
Panorama van de tuin
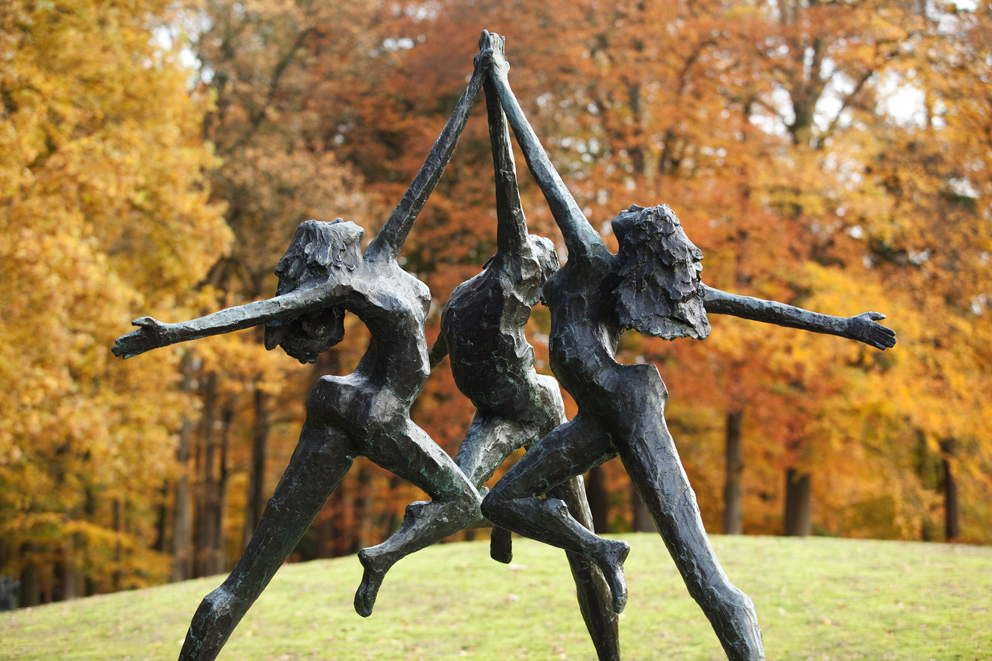
Een beeld in de tuin